# Понта-Делгада (аеропорт)
Міжнародний аеропорт «По́нта-Делга́да» або «імені Івана Павла II» (порт. Aeroporto de Ponta Delgada, Aeroporto João Paulo II) — аеропорт розташований у західному передмісті міста Понта-Делгада, острів Сан-Мігел, і є найбільшим аеропортом архіпелагу Азорських островів у Португалії. Аеропорт належить державному підприємству «ANA», функціонує з 1969 року і має одну злітно-посадкову смугу довжиною 2497 метрів. На момент відкриття аеропорт називався «Нордела», а його злітно-посадкова смуга мала довжину лише 1700 метрів. Сучасну назву отримав завдяки перебуванню на острові Папи Івана Павла Другого 11 травня 1991 року.
Сучасний термінал було збудовано у 1995 році. Є базовим (операційним) аеропортом португальських авіакомпаній SATA Internacional і SATA Air Açores. Регулярні рейси до Лісабона почали виконуватись через два роки після побудови аеропорту. Найбільш напруженими місяцями є літні, що пов'язано з прибуттям туристів на острів.

## Основні регулярні авіакампанії
- Finnair (Гельсінки)
- TAP Portugal (Лісабон, Порту)
- SATA Air Açores (усі острови Азорського архіпелагу, Гран-Канарія)
- SATA Internacional (Амстердам, Бостон, Дублін, Фару, Франкфурт, Мадейра, Орта, Лісабон, Лондон-Gatwick, Мадрид, Манчестер, Монреаль, Провіденс, Порту, Санта-Марія, Терсейра, Торонто-Pearson)
- Skyservice (Торонто-Pearson)

## Галерея зображень

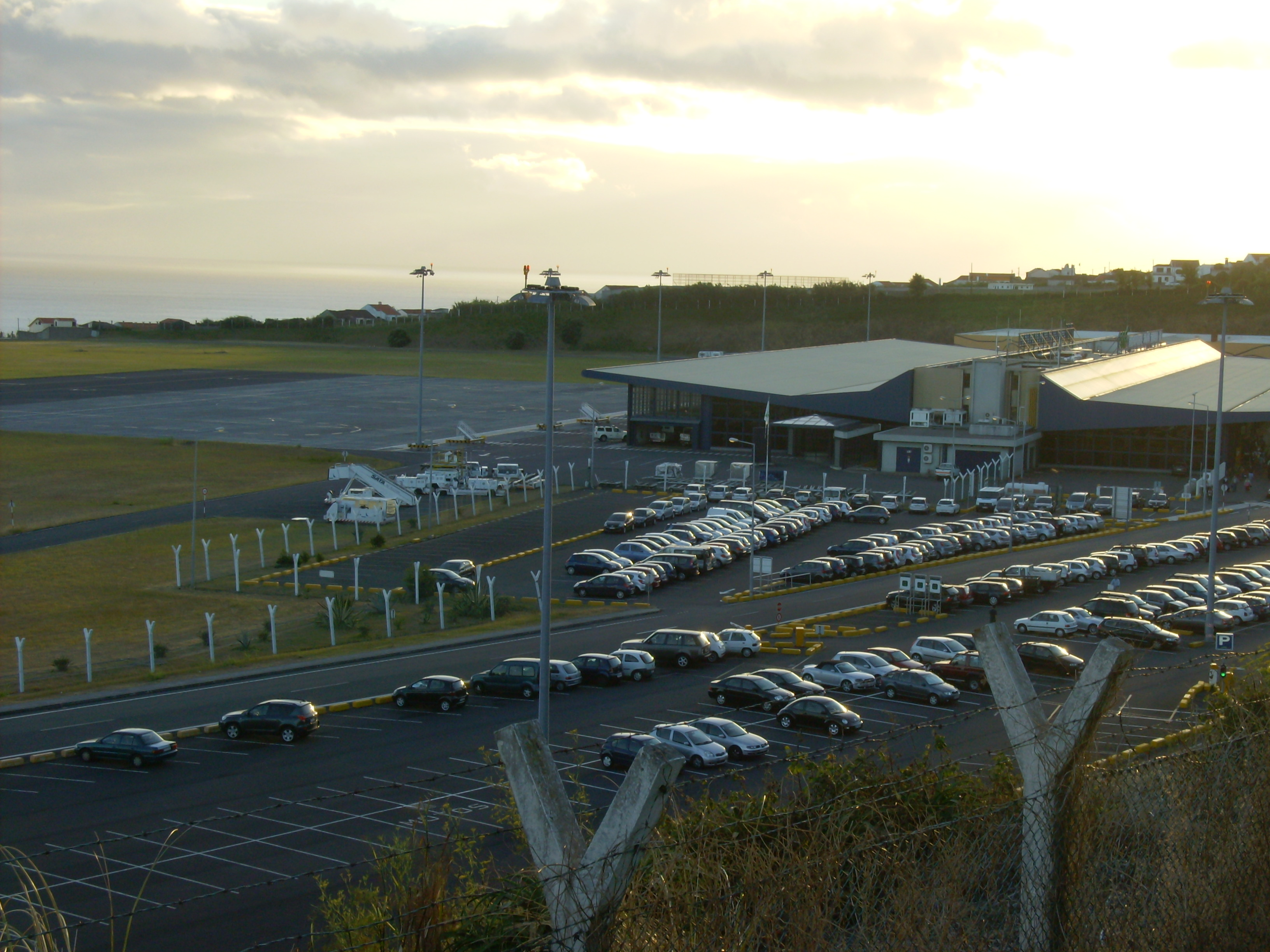
Зовнішній вигляд аеропорту «Понта-Делгада»
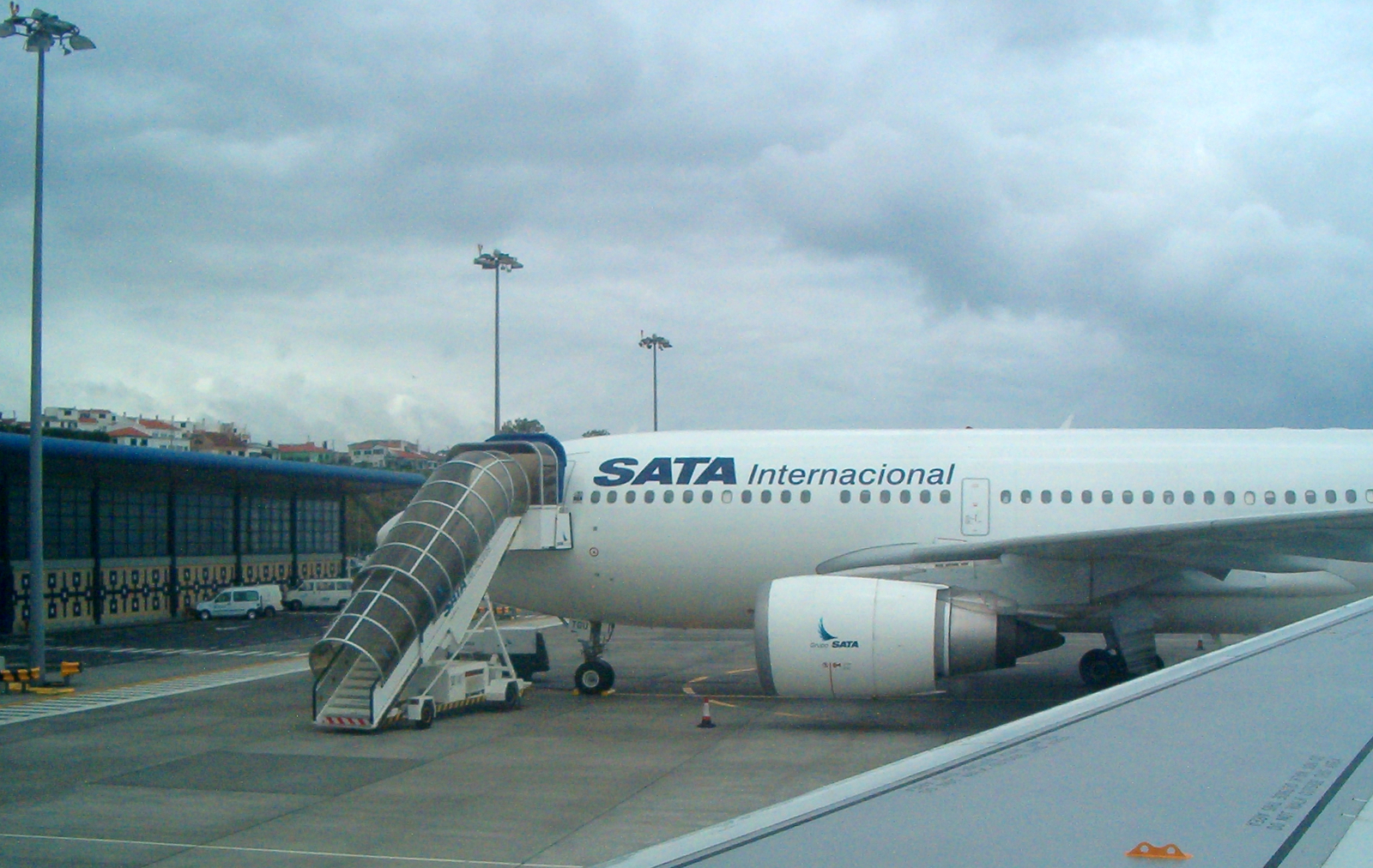
Літак авіакомпанії SATA International в аеропорту «Понта-Делгада»